# Peter Hacks
Peter Hacks (Breslavia, 21 marzo 1928 – Groß Machnow, 28 agosto 2003) è stato un drammaturgo, poeta e saggista tedesco.
Fondò negli anni sessanta del XX secolo la "classica socialista" e divenne uno dei più noti drammaturghi della Repubblica Democratica Tedesca (dopo esservi emigrato dalla Germania Ovest) e, senza dubbio, il più rappresentato.
Per molto tempo fu l'unico autore vivente rappresentato sia nella Germania orientale che in quella occidentale.